# Pakosław (powiat rawicki)
Pakosław – wieś w Polsce położona w województwie wielkopolskim, w powiecie rawickim, w gminie Pakosław. Miejscowość jest siedzibą gminy Pakosław.

## Historia
Wieś pierwotnie związana była z Wielkopolską. Istnieje co najmniej od początku XIV wieku. Po raz pierwszy wymieniana w archiwalnym, łacińskojęzycznym dokumencie z 1310 pod nazwą Pacoslaw, 1400 Pakoslave, 1408 Pacoslaw, 1411 Pakoslauicze, 1423 Pakosław, 1430 Pakosław, 1469 Pakoszlaw, 1496 Pakosiau, 1531 Pacoslaw, Pącoslav.
W 1310 książę śląski i wielkopolski Henryk III głogowski ustanowił dystrykt z siedzibą w Poniecu, w którego granicach odnotowano również wieś Pakosław. W 1446 leżała ona w powiecie kościańskim, a w 1527 w powiecie pyzdrskim Korony Królestwa Polskiego. W 1491 miejscowość była siedzibą własnej parafii, a w 1510 należała do dekanatu Śrem.
Miejscowość była wsią szlachecką należącą do lokalnej szlachty wielkopolskiej - Pakosławskich, którzy od nazwy wsi utworzyli własne odmiejscowe nazwisko, a także do rodzin Zakrzewskich, Wilkońskich, Kuczyńskich, Ponieckich oraz Konarskich. W latach 1399–1428 właścicielem wsi był Dobiesław Pakosławski. W 1443 Maciej z Pakosława był w sporze sądowym z Mikołajem z Górki o zbroję wartości 6 grzywien. W 1446 zapisał on żonie Katarzynie po 70 grzywien posagu oraz wiana na połowie Pakosława. W 1449 wymienia się z Janem Brylem Sowińskim i w zamian za połowę Pakosława otrzymuje dwie części w Sowinach oraz 130 grzywien. W latach 1499–1501 odbywa się proces sądowy pomiędzy Stanisławem Pakosławskim vel Kuczyńskim wraz ze swoimi bratankami Jerzym oraz Małgorzatą, dziećmi Sędziwoja Pakosławskiego, oraz Małgorzatą Jastrzębską roszczącą sobie prawa do wsi. Stanisław przy pomocy świadków dowodził, że wraz z bratem Sędziwojem od 18 lat byli w posiadaniu połowy dóbr we wsi Pakosław co uznali sędziowie oddalając roszczenia drugiej strony. W 1513 Stanisław Kuczyński sprzedał swojemu bratankowi Jerzemu Pakosławskiemu połowę dworu wraz z pastwiskami oraz łąkami, a także zagrodę leżącą na końcu sadu w Pakosławie za 8 grzywien i 5 złotych węgierskich. W 1526 sprzedał on Mikołajowi Pakosławskiemu całą część dziedziczoną w Pakosławiu za 80 grzywien. W 1517 Jerzy Pakosławski sprzedał Dorocie Włostowskiej z zastrzeżeniem prawa wykupu dwa łany osiadłe we wsi za 24 grzywny.
W 1510 odnotowani zostali miejscowi mieszkańcy. Na półłankach gospodarowali kmiecie: Kaczka, Jan syn Czupina, Maciej Kowalczyk, karczmarz Gydo, Andrzej Ziętak, Skularzewski, Maciej Paczela, Jan Główka, Wawrzyniec Łagietka, Grzegorz Konieczny, włodarz Wiertelnik, Jan Fyczek, Andrzej Kychcza, Maciej syn Kyczyna, Wawrzyniec Kiek, Jakub Chwieralet, Michał Tygiel, stary Czuszka, Maciej Kobylasz, który oddał jeden łan panu Boreckiemu oraz niejaki Robak, który posiadał wolniznę.
Wieś odnotowano w historycznych wykazach podatkowych. W 1510 w Pakosławie było 18 kmieci uprawiających półłanki oraz dwóch posiadających jeden łan, pozostałe dwa łany uprawiali dziedzice - pół łana opuszczonego należało do pana Mikołaja Pakosławskiego, a kolejne pół do pana Konarskiego. W 1520 w Pakosławie mieszkało czterech szlachciców: Jerzy Konarski posiadał jeden łan opuszczony, Jerzy Pakosławski dwa łany opuszczone, Mikołaj Pakosławski jeden łan opuszczony, Bernard Pakosławski jeden łan opuszczony, które nie były uprawiane. W 1530 odnotowano płatność podatków od trzech łanów, a pozostałe były spalone w wyniku pożaru. W 1563 miał miejsce pobór z części Jerzego Ponieckiego od 5 łanów i od trzech kwart. Z części Macieja i Jana Pakosławskich pobrane zostały podatki od 2,5 łana oraz karczmy dorocznej. Wojciech Pakosławski zapłacił natomiast od trzech łanów, trzech komorników, dziedzicznego młyna wodnego o jednym kole, od 2 wiatraków dorocznych. W 1580 miał miejsce pobór z części Jana Pakosławskiego od 2 i 1/4 łana, trzech zagrodników, trzech komorników, od 30 owiec oraz od jednego wiatraka dorocznego. Z części należącej do Macieja Pakosławskiego zapłacił on podatek od 3 zagrodników, 15 groszy od pługa dworskiego. Jerzy Poniecki zapłacił od 7,5 łana, jednego zagrodnika, od młyna wodnego zwanego walnikiem napędzanym czterema kołami. Z majątku wojskiego poznańskiego Krzysztofa Ponieckiego pobrano podatki od 2,5 łana oraz od jednego komornika. Wojciech Pakosławski zapłacił natomiast od połowy łana oraz dwóch zagród. W latach 1580–1582 pobór zapłacił Krzysztof Poniecki od 2,5 łana, Jerzy Poniecki od 7,5 łana, Jan Pakosławski od 2 i 1/4 łana.
W 1667 odbyła się wizytacja parafii w Pakosławie. Odnotowano we wsi kościół pod wezwaniem św. Walentego wraz z ołtarzem głównym poświęconym w 1644. Opisano uposażenie kościoła parafialnego, do którego należały: ziemia uprawna, łąka, dwa stawy rybne. Na utrzymanie parafia pobierała trzy miary żyta rocznie z młyna wodnego stojącego na rzece Orli, meszne od każdego z 4 kmieci pakosławskich, które płacone było po jednej miarze żyta i owsa. W miejscowości istniała wówczas także szkoła. Pleban rocznie płacił na utrzymanie jej rektora po trzy wiertele żyta i owsa.
Po rozbiorach Polski miejscowość znalazła się w zaborze pruskim. W okresie Wielkiego Księstwa Poznańskiego (1815-1848) miejscowość należała do wsi większych w ówczesnym pruskim powiecie Kröben (krobskim) w rejencji poznańskiej. Pakosław należał do okręgu jutroszyńskiego tego powiatu i stanowił odrębny majątek, którego właścicielem był wówczas (1846) książę Pignatelli. Według spisu urzędowego z 1837 roku wieś liczyła 334 mieszkańców, którzy zamieszkiwali 35 dymów (domostw). W skład majątku Pakosław wchodziły także: polana leśna Gać (2 domy, 9 osób), wieś Góry (18 domów, 75 osób), Sowy (44 domy, 330 osób) oraz Białykał (27 domów, 206 osób).
W latach 1975–1998 miejscowość należała administracyjnie do województwa leszczyńskiego.
Publikacja z 1964 roku podaje, że Pakosław jest jedną z miejscowości występowania grupy Hazaków.

## Zabytki
We wsi znajduje kościół parafialny św. Walentego wybudowany w latach 1896−1900 według planów architekta Alexisa Langera z Wrocławia. Jest to ceglana budowla neogotycka z wieżą frontową.